# 加藤久枝
加藤 久枝（かとう ひさえ、1936年12月29日 - ）は、日本の馬主。
「アスター」の冠名を用いる馬主で、2018年時点での馬主歴は64年、現役馬主の中では最長とされている。

## 馬主活動

加藤の勝負服

日本中央競馬会（JRA）および地方競馬全国協会（NAR）に登録する馬主として知られる。勝負服の柄は勝負服の柄は黒、赤十字襷、赤袖。冠名には、父の経営していた店舗名より「アスター」を用いる。
名古屋市や東京都で翠芳園、東京翠芳園アスターハウスなどを経営していた実業家で、馬主でもあった加藤幸三郎を父に持ち、東京の馬主協会に入会し馬主となる（現在は一般社団法人中京馬主協会所属）。1959年の目黒記念（秋）をエドヒメで制し、23歳にして重賞初制覇。
夫で、株式会社翠芳園の社長の加藤守（かとう まもる、1933年2月16日生まれ、慶應義塾大学経済学部卒）も馬主であり、勝負服の柄は白、赤玉霰、赤袖。冠名には姓の「加藤」より「カフジ」を用いる。中京馬主協会顧問。また長男の千豊（ちとよ）も同様に馬主となっており、勝負服の柄は白、赤玉霰、袖赤縦縞、冠名は特に用いない。中京馬主教会副会長理事。

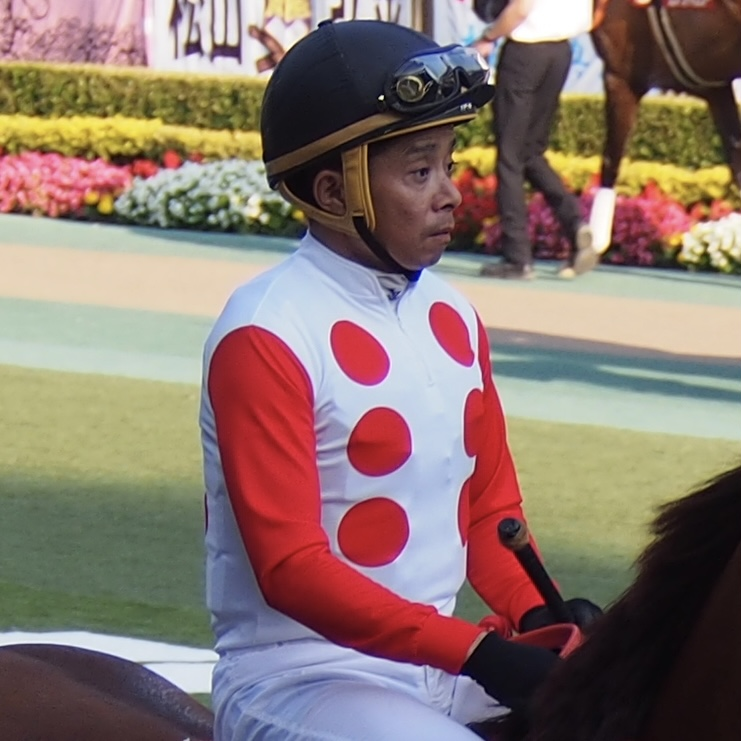
加藤守の勝負服を着用した岩田康誠

## 主な所有馬

### 重賞競走優勝馬
斜字は地方重賞。
- エドヒメ（1959年目黒記念・秋）
- ダンサー（1959年秋の鞍）
- イーストボーイ（1981年京成杯3歳ステークス、1983年京王杯スプリングハンデキャップ）
- アスタークライ（2018年新春盃）
- アスターサムソン（2018年京都ハイジャンプ）
- アスターペガサス（2018年函館2歳ステークス）

### 夫・守の所有馬
- サンデーセイラ（1999年七夕賞）
- キングフィデリア（2002年新潟大賞典）

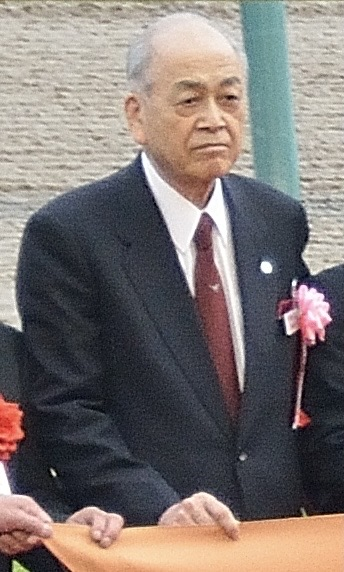
加藤守

- テイクアベット（2012年サマーチャンピオン）
- アップアンカー（2015年名港盃、くろゆり賞）
- カフジテイク（2017年根岸ステークス）
- カフジオクタゴン（2022年レパードステークス）